# Pteroptochos megapodius
Pteroptochos megapodius là một loài chim trong họ Rhinocryptidae.